# 戈爾德芒廷 (加利福尼亞州)
戈爾德芒廷（英語：Gold Mountain）是位於美國加利福尼亞州普盧默斯縣的一個人口普查指定地區。

## 地理
戈爾德芒廷的座標為39°45′41″N 120°31′09″W / 39.76139°N 120.51917°W，而該地最高點為海拔高度1628米（即5341英尺）。

## 人口
根據2010年美國人口普查的數據，戈爾德芒廷的面積為15.775平方千米，當中陸地面積為15.775平方千米，而水域面積為0.000平方千米。當地共有人口80人，而人口密度為每平方千米5人。